# Adam Jamal Craig
Adam Jamal Craig (Olathe, 3 settembre 1981) è un attore statunitense, noto per il ruolo di Dominic Vail nella serie televisiva NCIS: Los Angeles.

## Biografia
Recita in numerose serie televisive come The O.C. e nel 2008 in Heroes. Nel 2009 è fra i protagonisti di NCIS: Los Angeles con il ruolo di Dominic Vail, ruolo che ricopre solo per la prima stagione.

## Filmografia

### Televisione
- The O.C. - Serie TV (2006)
- See Jayne Run - Serie TV (2007)
- Las Vegas - Serie TV (2007)
- Crossing Jordan - Serie TV (2007)
- Heroes - Serie TV (2008)
- The Office - Serie TV (2007-2009)
- NCIS: Los Angeles - Serie TV - Ruolo: Dominic Vail (2009-2010)
- Armed Response - Serie TV - Ruolo: Marc Webber (2013-)

## Doppiatori italiani
Nelle versioni in italiano delle opere in cui ha recitato, Adam Jamal Craig è stato doppiato da:
- Simone Crisari in The O.C.
- Carlo Scipioni in NCIS: Los Angeles